# Сагрон-Мис
Сагрон-Мис (итал. Sagron Mis; ладинск. Sagron) — коммуна в Италии, располагается в провинции Тренто области Трентино-Альто-Адидже.
Население составляет 183 человек (2011 г.), плотность населения составляет 19 чел./км². Занимает площадь 11 км². Почтовый индекс — 38050. Телефонный код — 0439.
Покровительницей коммуны почитается Пресвятая Богородица (Madonna di Loreto). В коммуне 8 сентября особо празднуется Рождество Пресвятой Богородицы.

## Демография
Динамика населения:

## Администрация коммуны
- Официальный сайт: https://web.archive.org/web/20100325034252/http://www.sagronmis.eu/